# 新阮店乡
新阮店乡，是中华人民共和国河南省驻马店市正阳县下辖的一个乡镇级行政单位。

## 行政区划
新阮店乡下辖以下地区：
徐围孜村、前王楼村、万马村、孙竹村、胡老村、管寨村、王李村、老王村、罗庄村、中心庙村、老阮店村和县农场村。